# Хань Гэн
Хань Гэн (кит. 韩庚, пиньин: Hán Gēng, кор. 한경, романизация: Han Gyeong; род. 9 февраля 1984 года) — китайский певец и актёр, бывший участник южнокорейского бойбенда Super Junior (2005—2009) и подгруппы Super Junior-M (2008—2009).

## Биография
Хань родился 9 февраля 1984 года в Муданьцзяне, КНР. Этнически он имеет нанайское происхождение, его предки были родом с Северо-восточного Китая. С 1990 по 1996 год обучался в начальной школе Гуань Хуа.
В 1994 году Хань Гэн был принят в пекинский университет Минзу на факультет танцев, из-за чего ему пришлось переехать в северо-восточную часть Китая, оставив в родном городе семью. За время обучения он освоил 56 народных танцев, и гастролировал во многих странах мира, включая США и Россию.
В 2001 году он прошёл кастинг SM Entertainment, проводившийся в Китае, и в августе 2002 года стал трейни агентства. После окончания университета Минзу он отправился в Сеул, где ходил на частные уроки танцев, пения, актёрского мастерства и изучения корейского языка.

## Карьера

### 2005—09: Начинания в карьере
6 февраля 2005 года Хань Гэн был объявлен как один из участников первого поколения бойбенда Super Junior — Super Junior 05. Весной 2006 года SM решили добавить нового, тринадцатого участника группы, Кюхёна, и после этого компания решила отказаться от системы смены участников каждый год. 20 марта 2008 года Хань Гэн был выбран одним из факельщиков Летних Олимпийских игр. Он также принял участие в исполнении песни «Пекин приветствует вас». 23 апреля китайская подгруппа Super Junior, Super Junior-M, дебютировала в Китае, и Хань Гэн стал её лидером.

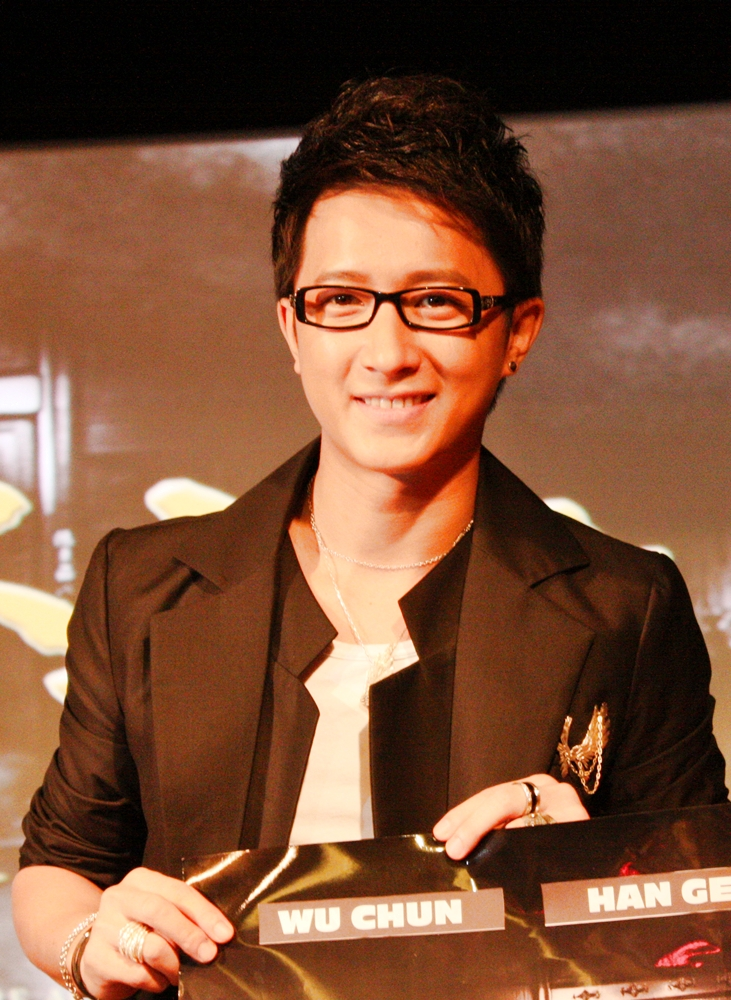
Хань Гэн в 2011 году

21 декабря 2009 года стало известно, что Хань Гэн подал иск против SM из-за несправедливых условий 13-летнего контракта, подразумевающего полный контроль над деятельностью артиста и ограничением свободы деятельности. Из-за того, что на протяжении двух лет SM не давал Хань Гэну отдыха, у него развились гастрит и нефропатия. Год спустя артисту удалось выиграть суд в свою пользу, однако SM подали апелляцию. 27 сентября 2011 года Хань Гэн и SM пришли к мирному соглашению, и эксклюзивный контракт был окончательно расторгнут.

### 2010—15:The Heart of Geng,Hope in the DarknessиSan Geng
Практически сразу после подачи иска против SM Хань Гэн вернулся в Китай, и 27 июля 2010 года выпустил дебютный альбом The Heart of Geng. Альбом покорил китайские чарты, и за два месяца продажи преодолели порог в 350 тысяч копий. 17 и 18 июля Хань Гэн провёл свои первые сольные концерты в Пекине. В 2011 году он дебютировал как актёр в фильме «Моё царство».
19 июля 2012 года Хань Гэн выпустил свой второй студийный альбом Hope in the Darkness. 28 июля стартовал его первый мировой тур Hope in the Darkness World Tour. 11 ноября он одержал победу в номинации «Лучший международный исполнитель» на MTV EMA.
24 марта 2013 года Хань Гэн одержал победу в номинации «Любимый азиатский артист» на премии Kids’ Choice Awards. 26 апреля в прокат вышла драма «Молодые», где он исполнил одну из главных ролей. В том же году он получил роль во франко-корейской гей-драме «В поисках МакКартни», и, несмотря на цензуру, премьера состоялась год спустя в Каннах.
В 2014 года Хань получил роль в романтической комедии «Бывшие», а также сыграл эпизодическую роль в фильме «Трансформеры: Эпоха истребления». 27 мая он одержал победу в номинации «Лучший мужской артист» на World Music Awards.
17 апреля 2015 года состоялась премьера эротической драмы «С тех пор, как мы любили»; партнёршей Хань Гэна стала Фань Бинбин. 30 ноября Хань выпустил третий студийный альбом San Geng, и заявил, что заканчивает певческую карьеру, и в дальнейшем будет продвигаться, как актёр.

### 2016 — настоящее время: Актёрская карьера
5 августа 2016 года состоялась премьера корейско-китайской драмы «Сладкие 16», где Хань исполнил одну из главных ролей вместе с Крисом Ву. В том же году он объявил, что сыграет одну из главных ролей в сериале «Память», и выступит исполнительным продюсером. Он также исполнил роль в фильме «Китайская одиссея 3». В 2017 году Хань Гэн получил роль в фильмах «Великолепный детектив» и «Основание армии».
В 2018 году Хань Гэн исполнил одну из главных ролей в фильме «Перерождение». В 2020 году он снялся в романтической драме «Всё ещё недостаточно». В 2021 году состоялся выход фильма «Воины Троецарствия».

## Личная жизнь
31 декабря 2019 года женился на актрисе Селине Джейд, свадьба состоялась в Новой Зеландии.

## Дискография
- The Heart of Geng (2010)
- Hope in the Darkness (2012)
- San Geng (2015)

## Фильмография
| Год  |   | Русское название                | Оригинальное название                 | Роль               |
| ---- | - | ------------------------------- | ------------------------------------- | ------------------ |
| 2007 | ф | Нападение на золотых мальчиков  | Attack on the Pin-Up Boys             | Хан Гён            |
| 2009 | с | Картина весны                   | Stage of Youth                        | Ся Лей             |
| 2011 | ф | Создание партии                 | The Founding of a Party               | Дэн Сяопин         |
| 2011 | ф | Моё царство                     | My Kingdom                            | Мен Эркю           |
| 2011 | ф | Первый президент                | The First President                   | Ху Ханьминь        |
| 2013 | ф | Принеси домой счастье           | Bring Happiness Home                  | Турист             |
| 2013 | ф | Молодые                         | So Young                              | Линь Чжин          |
| 2014 | ф | Бывшие                          | Ex-Files                              | Мен Юнь            |
| 2014 | ф | Трансформеры: Эпоха истребления | Transformers: Age of Extinction       | Гитарист           |
| 2014 | ф | Однажды                         | One Day                               | В роли самого себя |
| 2014 | ф | Захват горы тигра               | The Taking of Tiger Mountain          | Джимми             |
| 2015 | ф | С тех пор, как мы любили        | Ever Since We Love                    | Цю Шуй             |
| 2016 | ф | Сладкие 16                      | Sweet Sixteen                         | Тан Сяотянь        |
| 2016 | ф | Китайская одиссея 3             | A Chinese Odyssey Part Three          | Сунь Укун          |
| 2016 | ф | Напрасно потраченное время      | The Wasted Times                      | Мистер Чжао        |
| 2017 | ф | Основание армии                 | The Founding of an Army               | Чжан Сюэлян        |
| 2017 | ф | Бывшие 3: Возвращение бывших    | The Ex-File 3: The Return of the Exes | Мен Юнь            |
| 2018 | ф | В поисках МакКартни             | Seek McCartney                        | Чжао Чжи           |
| 2018 | ф | Перерождение                    | Reborn                                | Ли Хаоминь         |
| 2019 | ф | Великолепный детектив           | The Great Detective                   | Хуо Сань           |
| 2020 | с | Всё ещё недостаточно            | Still Not Enough                      | Чжен Чжион         |
| 2020 | ф | Безмолвие дыма                  | Silence of Smoke                      | Лиу Чжиансань      |
| 2020 | ф | Нокаут                          | Knockout                              | Чжоу Ши            |
| 2020 | ф | Три старика                     | Three Old Boys                        | Линь Нань          |
| 2021 | ф | Воины Троецарствия              | Dynasty Warriors                      | Гуань Юй           |
| 2021 | с | Память                          | Hard Memory                           | Ли Лей             |
| 2021 | с | Наследие                        | The Heritage                          | Член семьи Юи      |
| 2021 | с | Сказание о Си Ши                | Huan Xi Sha                           | Фань Ли            |